# Franz Reinisch
Franz Reinisch (ur. 1 lutego 1903 w Feldkirch, zm. 21 sierpnia 1942 w Zuchthaus Brandenburg-Görden w Niemczech) – austriacki ksiądz pallotyn i członek Ruchu Szensztackiego. Odmówił złożenia przysięgi Hitlerowi, za co został skazany na śmierć. Sługa Boży Kościoła katolickiego.

## Pochodzenie
Franz Reinisch urodził się 1 lutego 1903 w Feldkirch w Austrii. Następnego dnia (2 lutego) został ochrzczony. Chrztu udzielili mu rodzice oraz babcia. Franz Reinisch, którego rodzice poznali się podczas pielgrzymki do Innsbrucku, wychował się wraz z czworgiem rodzeństwa. Miał dwóch braci i dwie siostry. Jego ojciec, dr Franz Reinisch, z zawodu doradca finansowy, był często przenoszony na inne stanowiska. Z tego powodu rodzina musiała się przenieść z Feldkirch do Bolzano, Brunico, a ostatecznie do Innsbrucku. Jego matka Maria była cicha kobietą. Wychowywała dzieci dużym poświęceniem i dobrym przykładem. Podczas okresu w Bronzer Franz Reinisch rozchorował się bardzo ciężko i wrócił do zdrowia tylko dzięki wyczerpującej opiece swojej matki. Pewien lekarz powiedział mu: „Ty, ty zostaniesz kiedyś kimś wielkim!”.

## Dzieciństwo i młodość
Począwszy od jesieni 1914 uczęszczał wraz ze swoim bratem Andreasem do franciszkańskiego gimnazjum w Hall in Tirol. Bracia poszukiwali w 1919 własnego mieszkania, mając na celu usamodzielnienie się. Franz, zakochawszy się w tym czasie, znacznie opuścił się w nauce, przez co był często karcony przez swoich rodziców. Długi czas zajmował się jedynie swoim wyglądem, a jego wysiłki w szkole ograniczały się zaledwie do otrzymania promocji. Franz szybko przeprowadził się do innego mieszkania, które niedługo później znów zmienił.
Był aktywnym członkiem Gymnasialverbindung Stercorona. Mimo trudności udało mu się zdać latem 1922 maturę.

## Studia
Franz Reinisch rozpoczął studia prawnicze 28 września 1922 na Leopold-Franzens-Universität w Innsbrucku. Jego hasłem przewodnim w tamtym okresie była pochodna motta związku studenckiego K.Ö.H.V. Leopoldina: Niewzruszona niczym góry ojczyzny jest nasza wiara w Jezusa Chrystusa i Maryję. Rok później studiował medycynę sądową w Kilonia oraz dołączył do związku A.V. Rheno-Guestfalia Kiel. W tamtym czasie brał udział w czterotygodniowych ćwiczeniach duchowych. Przeżycia w mieście portowym i myśli jakie nachodziły go podczas dni skupienia postanowił, że zostanie kapłanem. Wrócił do domu, odwiedzając po drodze Helgoland oraz Hamburg, Berlin, Wrocław i wiele innych miast. Będąc już w Innsbrucku, rozpoczął jesienią 1923 studia teologii i filozofii. Mając 22 lata wstąpił do seminarium duchownego w Bressanone. Tu zetknął się po raz pierwszy z pallotynami. Z ich powodu dostał przybył potem do Schönstatt. W adwencie wziął udział w pielgrzymce do Rzymu, której punktem kulminacyjnym była audiencja papieska, w Wigilię 1926. Dwa lata później, 29 czerwca 1928, otrzymał w kościele św. Piotra w Innsbrucku święcenia kapłańskie. 3 października tego samego roku wstąpił do pallotynów w Untermerzbach koło Bambergu, gdzie spotkał się z surowymi zasadami zachowania. Nauczył się rezygnować z rzeczy, które zabierają wolny czas, np. z palenia. Już na samym początku studiów musiał oddać 150 papierosów. Już po trzecim tygodniu nowicjatu, zaplanował uciec z klasztoru. Reinisch postanowić uciec wczesnym wieczorem, przez mur. Mijając jednak Grotę Matki Bożej z Lourdes zatrzymał się nagle i nie był w stanie iść dalej. Czuł się tak, jakby ktoś go trzymał. To przeżycie stało się punktem kulminacyjnym jego powołania. Ukończył studia teologiczne jesienią 1932 w Salzburgu.

## Okres w Schönstatt
W 1933 przeniesiono Reinischa do Friedbergu koło Augsburga. Na nowej placówce był odpowiedzialny za pracę z młodzieżą. Szybko ujawnił także swój talent do głoszenia przemówień i kazań. Szczególnie wśród ludzi młodych zdobywał wielu zafascynowanych słuchaczy. Dzięki czasopismu skierowanym do kapłanów dowiedział się o ruchu Szensztadzkim. Pięć lat później, po kilku przeniesieniach, min. do Konstanz, Hochrechbergu, Bruchsali, Salzburgu und Untermerzbachu dotarł wreszcie do Schönstatt, gdzie został przydzielony do pracy misyjnej i prowadzenia rekolekcji do mężczyzn. Tam brał także udział w wielu dnach skupienia, ćwiczeniach duchowych i konferencjach. Z Schönstattu rozpoczął wiele podróży przez całe Niemcy. Nawiązał także bliską znajomość z ojcem Josefem Kentenichem. Jego problemy rozpoczęły się, kiedy jego kazaniami zainteresowało się gestapo. W swoich mowach wyraźnie podkreślał różnice między wiarą chrześcijańską a doktryną nazistowską. Z tego powodu otrzymał w 1940 zakaz głoszenia kazań. By mimo to pracować dla Kościoła tłumaczył na niemiecki artykuły i wiadomości z prasy włoskiej. Wierny swemu sumieniu, odwiedzał mimo zakazu kaznodziejstwa grupy podopiecznych i umacniał je w wierze.

## Sumienie i wybór
Reinisch otrzymał 12 września wezwanie do przygotowania się do ewentualnej mobilizacji. Franz Reinisch, który był przekonany, że Hitler jest ucieleśnieniem antychrysta, zadawał sobie samemu pytanie: „czy mogę złożyć przysięgę na Hitlera?” Podczas modlitw, odpowiedź na to pytanie stawała się coraz jaśniejsza i brzmiała „nie!” Potrzebował jednak dużo wiary, by oznajmić swój wybór rodzinie przyjaciołom i zwierzchnictwu kościelnemu. Prawie wszyscy odradzali mu jego wyboru, ponieważ odmowa przysięgi oznaczała pewną śmierć. Jedynym, który umacniał go w jego przekonaniach był ojciec Josef Kentenich. W tym trudnym czasie ułożył swoją osobistą ideę. Brzmiała ona: „Najświętsza Matko Boża Trzykroć Przedziwna, pozwól mi żyć i umierać jako gorejący miłością apostoł Szensztatu. We wtorek wielkanocny roku 1942 otrzymał kartę mobilizacyjną do Wehrmachtu. Hasłem przewodnim tego dnia był dla niego cytat: „Kości zostały rzucone”. W ciągu najbliższych dni modlił się bardzo często przed obrazem Najświętszej Maryi Panny w domu Bożym w Szenesztacie. Tu zapadła jego ostateczna decyzja: „Nie złożę przysięgi na Hitlera, ponieważ Bóg tego ode mnie chce!” Podczas swojej ostatniej wizyty w Innsbrucku, oznajmił rodzicom swoją decyzję podczas spaceru po cmentarzu. Zapytał także swą matkę: „Czy i Ty możesz zostać Matką Bolesną?” Pożegnanie syna przed jego śmiercią było dla rodziców Reinischa bardzo trudne, lecz mimo to modlitwą towarzyszyli mu na drodze jego wyboru.
Franz Reinisch przybył do koszar w Bad Kissingen 15 kwietnia 1942, dzień później niż widniało w jego rozkazie. Został aresztowany i postawiony przed sądem wojennym. Jego proces przeciągał się, tak że dopiero w maju został osadzony w więzieniu w Berlin-Tegel. W sierpniu przeniesiono go do więzienia w Brandenburgu koło Berlina, gdzie miał poznać wyrok sądu. W więzieniu napisał piosenkę: „Du bist das Große Zeichen” („Jesteś wielkim znakiem”), która była zarazem jego pieśnią przedśmiertną, w oczekiwaniu na wyrok śmierci.
- 20 lipca 1942
  - 20:00 – sędzia orzekł wyrok śmierci; Reinisch modlił się całą noc oraz napisał list pożegnalny do rodziców i rodzeństwa.
- 21 lipca
  - 00:00 – Reinisch przystąpił po raz ostatni do sakramentu pokuty;
  - 01:00 – przyjął Najświętszy Sakrament;
  - 03:00 – oddał wszystkie rzeczy, które posiadał jeszcze przy sobie: chustkę, w którą owinięta była Eucharystia, krzyż przedśmiertny, krucyfiks i kilka książek wraz z listem pożegnalnym do rodziny;
  - 03:30 – zdjęto mu także buty i pończochy, zawiązano ręce za plecami i odstawiono do piwnic przy wieży egzekucyjnej;
  - około 05:03 – opadł topór, który dekapitował Franza Reinischa.

Ciało ks. Franza Reinischa spoczywa obecnie przy Urheiligtum w Szensztacie.
Był jedynym księdzem katolickim, który odmówił złożenia przysięgi na Hitlera i został za to skazany na śmierć. Obecnie prowadzony jest jego proces beatyfikacyjny na szczeblu diecezjalnym.
Dzień jego pamięci jest obchodzony 21 sierpnia.